# Heinrich Stummer

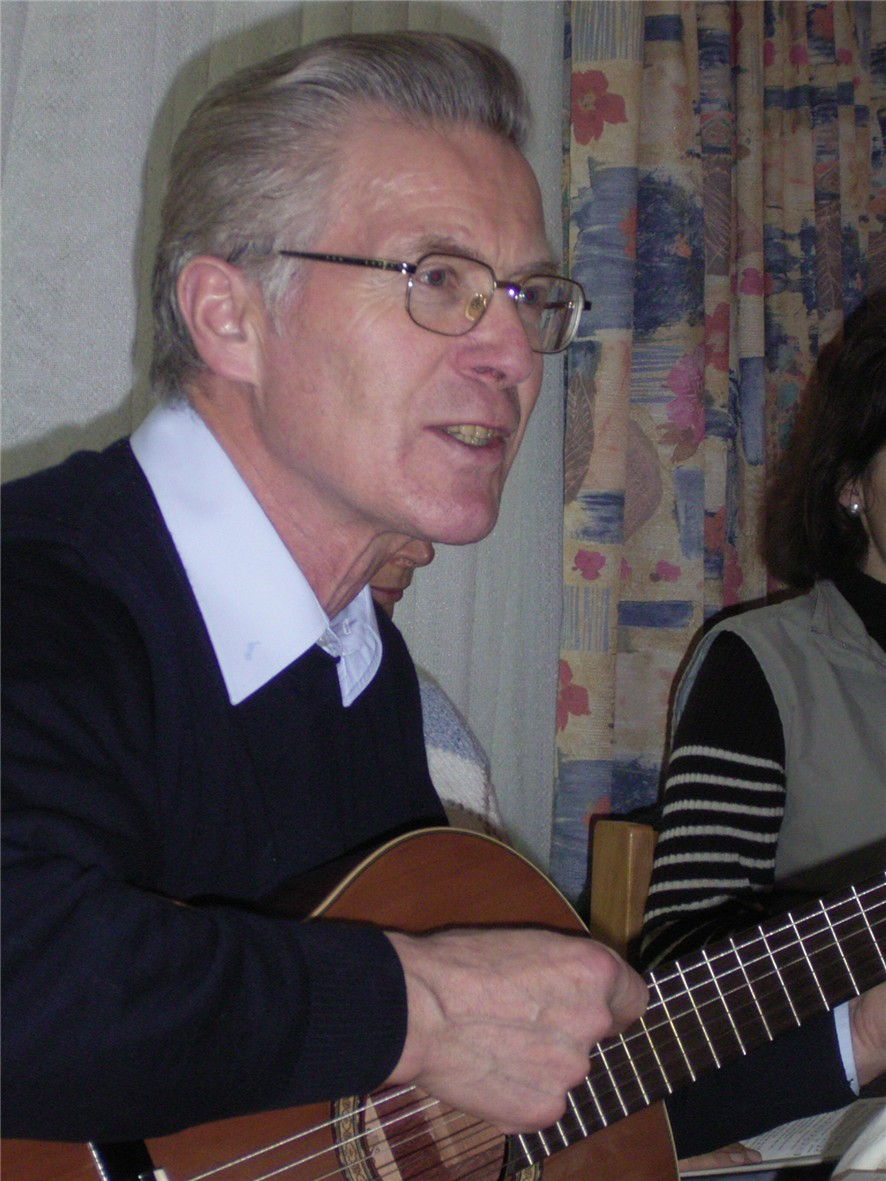
Der Redemptorist Pater Heinrich Stummer

Der Redemptorist P. Heinrich Stummer CSsR (* 27. April 1940 in Nöham bei Pfarrkirchen; † 15. Juli 2005 in Kösching bei Ingolstadt) war ein Texter geistlicher Lieder, der Gründer des Alfons-Liguori-Freundeskreises sowie der verantwortliche Redakteur der Zeitschrift der Münchner Provinz der Redemptoristen „Briefe an unsere Freunde“.
Heinrich Stummer, am 31. Mai 1971 vom Münchner Erzbischof Kardinal Julius Döpfner, zum Priester geweiht, wirkte zunächst als Vikar in dem Wallfahrtsort Schönenberg bei Ellwangen. Von 1976 bis 1987 war er  vom Kloster Gars aus als Jugendpfarrer für den Landkreis Mühldorf am Inn tätig, dann lebte er zehn Jahre lang bis 1997 im Redemptoristenkloster Ingolstadt. Dort baute er mit dem „Alfons-Liguori-Freundeskreis“ eine Laiengemeinschaft auf, deren Grundlage die Spiritualität des Gründers der Redemptoristen Alfons von Liguori ist. Von 1998 bis 2005 gehörte er dem Kloster in Cham (Oberpfalz) an. Bis zu seinem Tod war er der geistliche Leiter des Freundeskreises.
Ebenfalls versah Stummer, der auch unzählige Wallfahrten zu den Wirkungsstätten seines Ordensgründers an der süditalienischen Amalfiküste organisierte und begleitete, vom heiligen Alfons komponierte Lieder mit zeitgenössischen deutschen Texten. Gemeinsam mit den Alfons-Liguori-Pfadfindern, dem Jugendzweig des Alfons-Liguori-Freundeskreises, besang er mehrere CDs.
| Personendaten    | Personendaten                       |
| ---------------- | ----------------------------------- |
| NAME             | Stummer, Heinrich                   |
| ALTERNATIVNAMEN  | Stummer, P. Heinrich                |
| KURZBESCHREIBUNG | deutscher Texter geistlicher Lieder |
| GEBURTSDATUM     | 27. April 1940                      |
| GEBURTSORT       | Nöham bei Pfarrkirchen              |
| STERBEDATUM      | 15. Juli 2005                       |
| STERBEORT        | Kösching bei Ingolstadt             |